# Liste der Monuments historiques in Babœuf
Die Liste der Monuments historiques in Babœuf führt die Monuments historiques in der französischen Gemeinde Babœuf auf.

## Liste der Objekte
| Bezeichnung                              | Beschreibung                                                           | Standort                 | Kennzeichnung | Schutzstatus | Datum | Bild |
| ---------------------------------------- | ---------------------------------------------------------------------- | ------------------------ | ------------- | ------------ | ----- | ---- |
| Grabplatte für Antoine und Etienne Simon | Sandstein, um 1694                                                     | in der Kirche St-Nicolas | PM60000052    | Classé       | 1913  |      |
| Skulptur des heiligen Sebastian          | Kalkstein, erste Hälfte des 20. Jahrhunderts, von Maxime Real del Sart | in der Kirche St-Nicolas | PM60004990    | Inscrit      | 2011  |      |